# たぬまゆみ
たぬま ゆみ（Tanuma Yumi、1988年12月16日 - ）は、千葉県出身の女性タレント、声優、俳優。オンラインゲームのイメージガール『とぅいんくるガールズ+ちえみん先生』でデビュー。現在はセブン&アイ出版saitaPULS公認ライターとして活動する傍ら、自身の事業を立ち上げ活動している。

## 人物
- マーベルエールへの所属の際に、芸名を「田沼由美」から平仮名の「たぬまゆみ」に改名。愛称は「ゆみみん」。
- 血液型はAB型。
- 千葉県立船橋北高等学校普通科卒業、代々木アニメーション学院土曜コース卒業、RAMS Professional Education卒業、総合学園ヒューマンアカデミー中退。女優の高梨臨とは小学校時代の同級生。
- 日本漢字能力検定2級、愛玩動物飼養管理士2級

- 趣味は演劇鑑賞、お笑いライブ鑑賞。
- 好きな言葉は、「死ぬ気でやれよ、死なないから」と「奇跡を待つより捨身の努力」。
- 好きな有名人はしずる、AKB48（佐藤亜美菜推し）、松井玲奈。
- 舞台でAKB48の増田有華と共演した際、AKB48のファンである事を打ち明けサインをねだった事がある。その時の増田の反応は「有華のでええの？」と困惑気味だったらしい。
- とぅいんくるガールズ+ちえみん先生としての活動が休止に入った後、声優劇団RATに入団するが専門学校との両立が困難になり退団。その後マーベルエールへ所属するも専門学校を中退する。

2009年11月1日をもってマーベルエールを退所。その後、フリーで俳優活動をしていたが、母親と「23歳になったら一度芝居を辞めて定職に就く。」という約束をしていた為、活動を休止。トリマー免許取得を目指し専門学校へ通学する。
- 2012年9月に自身のツイッターにて千葉県内の動物病院に就職が決まった事を報告。舞台の活動に関しては「諦めきれてはいないが来年度（2013年度）からはトリマーとして頑張ります」と綴っている。
- 2013年10月、ツイッターにて同年8月に入籍していた事と妊娠中である事を発表。
- 2014年3月10日に長女を出産。
- 2018年2月19日に長男を出産。
- 2020年4月にペットロスカウンセリングサービス『RapportCiel』を個人事業として立ち上げる。

## 出演

### CD
- マーベル☆ぱるふぇアルバム「アキバのすい〜と☆ぱるふぇ(South to North Factory／Being)
- 妄想ボイスCD「ハァハァCD」／シフォン

### TV
- アニメ天国、地上波テレビ埼玉（2006年11月29日、2007年1月24日）
- ミュージックアイドルバトル(Music Japan TV)

### ゲーム
- オンラインゲーム「とぅいんくる」メイリン役（2007年）
- オンラインゲーム｢アイドルスクール！｣高良みちる役（2016年）

### ラジオ
- おとなの深夜大学、AMラジオ日本（2006年11月30日）
- すぎはら美里のガールズミリタリー、FM79.2レインボータウンFM（2006年12月14日）
- WONDERFUL WORLD(TOKYO FM)

### WebTV
- 見たい!番組研究所、あっ!とおどろく放送局（2006年8月27日、12月3日）
- とぅいんくるガールズのクリスマス・パーティー（2006年12月23日）
- ひかり荘、casTY（2007年3月27日）
- エッグアイドルHyper、casTY（2007年4月29日）
- スターチャット.TV
- アキバ系ＢＢチャンネル アイドル育成計画！きゅるるん学園

### ポッド・キャスト
- 毎日新聞ポッドキャスト・エンタメ・ニュース（2007年3月）

### 舞台
- 「ノミネーション プリーズ！！」（2008年8月9日、10日）
- 「結婚しようよ！！〜very merry marriage！！！」（2009年5月21日〜24日）
- 「SHINKA 〜心華〜 Episode 1」(2009年8月4〜9日)
- 「SHINKA 〜心華〜 Episode 2」(2009年9月8〜13日)
- 「five plots〜名探偵登場〜」(2010年2月11日〜14日)
- 「ZOMBIE!ZONBIE!ZOMBIE!」(2010年10月15日〜17日)

## とぅいんくるガールズ+ちえみん先生としての経歴
- 2006年8月27日、アイドル声優ユニット「とぅいんくるガールズ」と言う三人編成の最終オーディションに9人（当日は1人欠席）が残り伊藤芽衣、中堀里美と共に合格する。しかし、オーディションでの亜月ちえみの実力とオーディションに至る迄の取り組み方と存在感で、急遽、四人編成とする事となり、審査員特別賞を設け亜月ちえみが受賞する。以後、ユニット名「とぅいんくるガールズ+ちえみん先生」として活動する。
- 2007年4月30日をもって同ユニットの活動休止期間に入る。活動再開は現在不明である。
- オンライン・レーシング・ゲーム「とぅいんくる」の登場人物の声優：メイリン役（2007年）